# ТЕС Азура-Едо
6°24′18.1″ пн. ш. 5°40′46.4″ сх. д. / 6.405028° пн. ш. 5.679556° сх. д.
ТЕС Азура-Едо — теплова електростанція в Нігерії у південному штаті Едо, яка споруджується приватною компанією Azura Power Holdings.
Майданчик для станції обрали на північно-східній околиці Бенін-Сіті, поруч зі зведеною на замовлення держави ТЕС Іховбор та підстанцією Бенін-Північ. Станція спершу складатиметься з трьох встановлених на роботу у відкритому циклі газових турбін Siemens типу SGT5-2000E потужністю по 150 МВт. В майбутньому планується їх доповнення паровою турбіною, що створить енергоблок комбінованого парогазового циклу потужністю 670 МВт. Будівництво, яке очолює компанія Julius Berger, стартувало на початку 2016 року. Завершення першого етапу (газотурбінна електростанція) очікується у 2018-му.
ТЕС використовуватиме природний газ, що надходить на південний захід Нігерії через трубопровід Ескравос-Лагос. Постачальником має виступити нігерійська нафтогазова компанія Seplat Petroleum Development Company (SEPLAT).
Проект вартістю понад 800 млн доларів США реалізується за рахунок коштів інвесторів та займів численних міжнародних та місцевих фінансових інституцій.